# Fabricius Leth
Jens Nicolaus Fabricius Leth (9. maj 1808 i Skive – 12. juli 1889) var en dansk præst og politiker.
Han var søn af amtsprovst Jens Højer Leth til Skive-R. og Nicoline Fabricius, blev student fra Viborg Katedralskole 1826, var huslærer, blev teologisk kandidat 1832 og fra 1842 sognepræst i Visby og Heltborg. Leth blev valgt 14. oktober 1850 til landstingsmand for 8. kreds, men udtrådte 24. maj 1852.
Han blev gift 24. maj 1833 med Laurence Cathrine Qvistgaard (28. november 1808 på Nørgaard, Grinderslev Sogn), datter af godsejer Iver Qvistgaard og Maren Sommer Aagaard.